# Convento de São Diogo

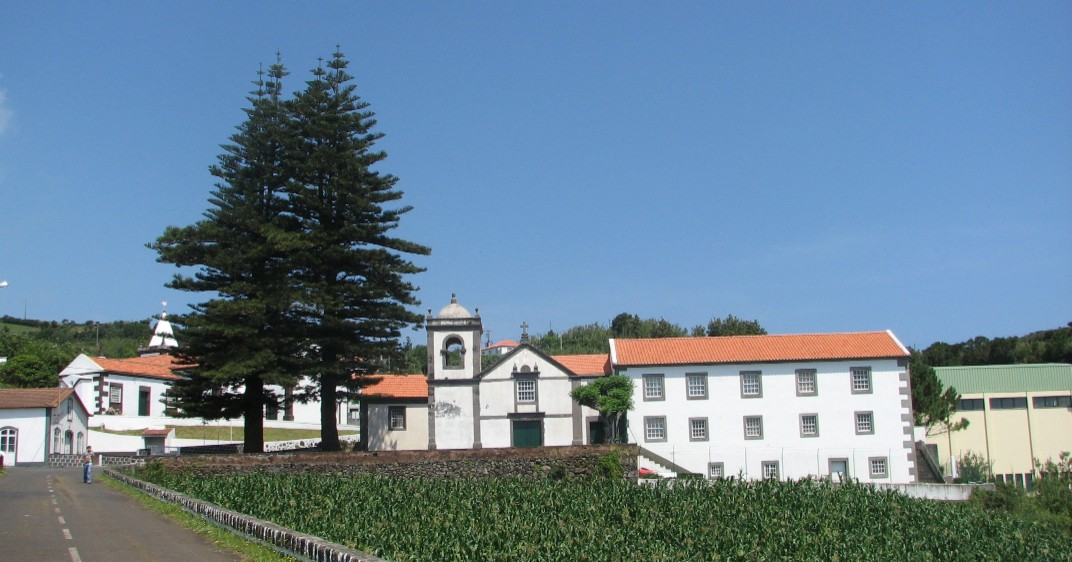
O Convento de São Diogo, hoje parte da Escola Básica Integrada da Vila do Topo.

O Convento de São Diogo foi uma convento franciscano fundado em 1661 pelo beneficiado da Matriz do Topo padre Diogo de Matos da Silveira. Este padre era natural da Vila do Topo, onde nasceu em 1580, filho de João de Matos da Silveira e de Luzia Dias. Sabe-se que faleceu a 6 de Janeiro de 1667. O nome, para além de homenagear Diogo de Alcalá, lembra o fundador da instituição.
Reconstruído após o grande sismo de 9 de Julho de 1757, o Mandado de Deus foi de novo parcialmente destruído pelo terramoto de 1980. Restaurado de forma muito alterada, com excepção da igreja anexa que manteve a traça inicial, albergou a sede da Casa do Povo do Topo, sendo hoje, incluído num moderno complexo construído na sua cerca, parte da Escola Básica Integrada da Vila do Topo.
Fiel a vocação dos franciscanos nos Açores, foi desde cedo um estabelecimento de ensino, contando entre os seus alunos Manuel Bernardo de Sousa Enes, que foi bispo de Macau, Bragança e Portalegre.